# Alain Bouzy
Alain Bouzy est un journaliste français né au Mans le 11 juillet 1950. Il vit à Chartres.

## Vie professionnelle

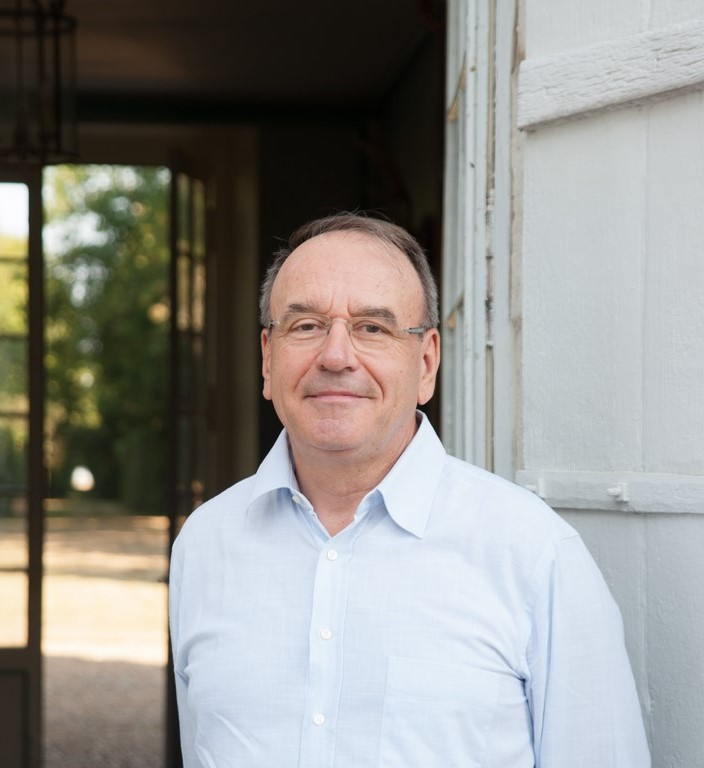
Alain Bouzy, 2015.

Après un bac philo et des études juridiques à l’Université de droit de Tours (Indre-et-Loire), il entre à L'Écho républicain en 1973. Devenu rédacteur en chef adjoint et éditorialiste en 1982, il succède à Alain Genestar, à la tête de la rédaction du quotidien régional, en 1987.
En 1991, il est appelé par le Groupe Hachette-Filipacchi au poste de rédacteur en chef adjoint de Première, puis de Télé 7 jours.
Parallèlement à ses activités journalistiques, il s’est vu confier, à partir de 1993, par Roger Thérond, directeur général de Paris Match, la direction éditoriale de l’Université interne du groupe, puis, en 1995, la direction de l’Université Jeune Journaliste Magazine.
À partir de 1996, il entreprend une carrière à l’étranger en tant que directeur aux éditions internationales du Groupe Hachette Filipacchi Medias. En 1998, il s’installe à Moscou comme directeur de l’édition russe de Paris Match. L’année suivante, il contribue au développement éditorial du Groupe Rusconi à Milan, racheté par le Groupe Hachette-Filipacchi.
En 2000, il est nommé par Alain Genestar rédacteur en chef à Paris Match. Il est alors chargé des éditions étrangères du magazine, en particulier en Belgique. En tant que directeur des éditions internationales, il lance ensuite Match en Chine et Match du Monde, magazines spécialisés dans les grands reportages.
Il quitte le Groupe Lagardère en 2008 et se consacre à l’écriture.

## Publications
Attaché à la région Centre-Val de Loire et à la ville de Chartres, préfecture du département d'Eure-et-Loir où il vit, Alain Bouzy a publié plusieurs ouvrages régionaux dont :
- La Conie : Marais et rivière de Beauce[3], Alphonse-Marré, 1981 ;
- Chez nous par-là (avec Antoinette Guillaumin)[4], Alphonse-Marré, 1981 et 1982 ;
- L’Eure-et-Loir[5], Jean-Legué, 1985 ;
- La Grand’place[6], Alphonse-Marré, 1986 ;
- La Mémoire pour héritage, Société archéologique d'Eure-et-Loir, 2016.

Il a dirigé l’édition de plusieurs ouvrages politiques et biographiques dont trois ouvrages de Roland Dumas, ancien ministre des Affaires étrangères de François Mitterrand :
- Coups et blessures : 50 ans de secrets partagés avec François Mitterrand[7], Cherche midi, 2011 ;
- Dans l'œil du Minotaure : Le labyrinthe de mes vies[8], Cherche midi, 2013 ;
- Politiquement incorrect : secrets d"État et autres confidences[9], Cherche midi 2015.

Ouvrages historiques :
- La Loi de la guillotine, la véritable histoire de la Bande d'Orgères[10],[11], Cherche midi éditeur, 2016 (réédition décembre 2023) ;
- Les Imposteurs, le laboureur, le roi et l’ange, De Borée, 2018 ;
- François Langlois, dit « Chartres », un aventurier de l'art dans l'Europe du XVIIe siècle, Chartres, Société archéologique d'Eure et Loir, décembre 2023, 125 p. (présentation en ligne)
- Alain Bouzy (préf. Pascal Ory de l'Académie française), EMIRA ou la mélancolie du sanctuaire, Ella édition, décembre 2023, 472 p. (présentation en ligne)

## Conférences
- 17 mars 2023, conférence organisée par la Société archéologique d'Eure-et-Loir : « François Langlois dit Chartres. L'éditeur oublié qui a magnifié l'estampe du XVIIe siècle. », médiathèque l’Apostrophe, Chartres[12].
- 8 mars 2024, conférence dans le cadre de la Journée internationale du droit des femmes : Emira Marceau, une artiste en révolution, médiathèque l'Apostrophe, Chartres[13].
- 10 mars 2024, conférence dans le cadre du Salon du livre de Châteauneuf-en-Thymerais : Du journalisme à l'histoire, l'enquête au cœur du récit.

## Décorations
- Chevalier de l'ordre des Arts et des Lettres  Il est fait chevalier le 12 mars 2019[14].